# Маззотта, Джузеппе
Джузеппе Маззотта (итал. Giuseppe Mazzotta; род. 1 января 1942, Куринга, Калабрия) — американский историк-итальяновед, дантевед. Доктор философии, Стерлингский профессор Йеля (эмерит). Специалист по средневековой итальянской литературе, один из ведущих авторитетов в мире по Данте. Лауреат Premio Città di Curinga и Ignazio Silone International Literary Prize (2001).
Уроженец юга Италии.
Попав подростком в Канаду, не говорил ни слова по-английски; вырос в Торонто.
Окончил Торонтский ун-т (B.A., 1965), докторскую степень получил в Корнелле.
В Йеле с 1983 года, заведовал кафедрой итальянского, удостоился Harwood F. Byrnes/Richard B. Sewall Prize for Distinguished Teaching. Президент Dante Society of America (2003—2009). Получил почетные степени Католического университета Америки и колледжа Св. Михаила Торонтского университета.
В особенности творчество Дж. Маззотты связано с литературой итальянского Возрождения и неаполитанским мыслителем XVIII века Джамбаттистой Вико.

## Книги
- Dante, Poet of the Desert: History and Allegory in the Divine Comedy (Princeton, 1979, 343 стр.) {Рец. Joan M. Ferrante[англ.]}
- The World at Play in Boccaccio’s Decameron (Princeton, 1986)
- Dante’s Vision and the Circle of Knowledge (Princeton, 1993)  {Рец. Seth Lerer[англ.]} — названа Choice Outstanding Academic Book 1993 года[8]
- The Worlds of Petrarch (Duke UP, 1993) {Рец. Margaret Brose}
- The New Map of the World: the Poetic Philosophy of Giambattista Vico (Princeton, 1998)  {Рец.} (Italian translation, Turin: Einaudi, 2001)
- Cosmopoiesis: The Renaissance Experiment (Toronto UP, 2001) ISBN 0-8020-3551-5, 0-8020-8421-4 {Рец. Mary A. Watt} (Italian translation, Palermo: Sellerio 2008)

Редактор
- Critical Essays on Dante (Hall, 1991)
- Master Regis (Fordham UP, 1985)